# Studios Idéfix
Les studios Idéfix sont des studios d'animation créés le 1er avril 1974 par le scénariste René Goscinny, le dessinateur Albert Uderzo (président) et l'éditeur Georges Dargaud. Tous trois associés à parts égales, ils ont nommé Pierre Watrin et Henri Gruel comme directeurs de réalisation des films. Les studios ferment le 1er avril 1978 après le décès de Goscinny.
Uderzo dessine un logo parodiant ouvertement celui de la Metro-Goldwyn-Mayer, avec Idéfix à la place du lion « Leo », et la devise latine « Delirant isti romani » (« Ils sont fous, ces Romains ! ») au lieu de « Ars gratia artis » (« L'art pour l'art »).
En 2019, pour accueillir sa nouvelle attraction Attention Menhir, le parc Astérix modifie son ancien Cinématographe qui prend alors le nom des Studios Idéfix en hommage aux studios d'animation du même nom.

## Filmographie
Les studios comptent seulement deux films à leur actif : 
- Les Douze Travaux d'Astérix (1976), troisième film d'animation mettant en scène Astérix et Obélix (après Astérix le Gaulois en 1967 et Astérix et Cléopâtre en 1968).
- La Ballade des Dalton (1978), deuxième film d'animation mettant en scène Lucky Luke et les Dalton (après Daisy Town en 1971).

Ces deux films ont été écrits sur un scénario original, d'après les séries de bande dessinée d'Astérix et de Lucky Luke.

## Projet abandonné
Un film consacré à Iznogoud avait commencé à être produit, mais la production fut arrêtée à la suite du décès de René Goscinny.

## Histoire des studios

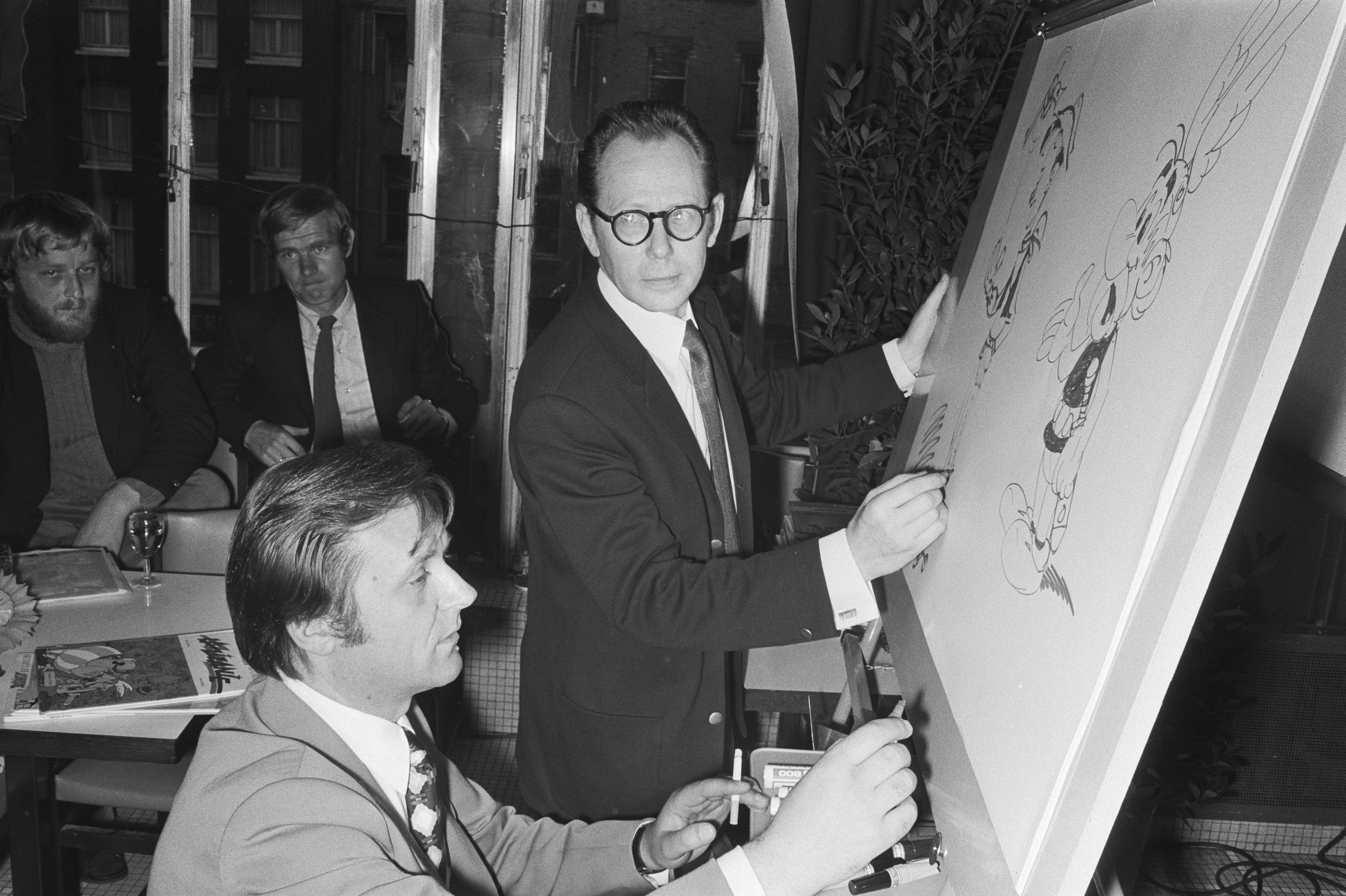
Albert Uderzo, devant son collègue Morris, à Amsterdam, en mai 1971, l'un dessinant Astérix et l'autre Lucky Luke.

Dans les années 1960, la bande dessinée franco-belge à succès Astérix a connu ses premières adaptations en dessin animé. La première, Astérix le Gaulois, adaptée du premier album du même nom, est produite par les studios belges Belvision, sous l'impulsion de l'éditeur Georges Dargaud, sans en informer les deux auteurs de la série, René Goscinny et Albert Uderzo. Ces derniers ne découvrent le film que lors d'une projection privée, mais ne s'opposent pas à sa sortie en salle, qui est un succès. N'étant pas convaincus par la qualité artistique de cette première adaptation, ils décident de superviser eux-mêmes la direction artistique de la seconde adaptation, Astérix et Cléopâtre, d'après l'album du même nom, toujours produite par Belvision. Uderzo dessine le storyboard tandis que Goscinny est épaulé par Pierre Tchernia dans l'adaptation du scénario. Malgré leur implication dans la réalisation du dessin animé, Goscinny et Uderzo sont quelque peu déçus par l'aspect visuel du film, bien qu'ils aient effectué de nombreux voyages à Bruxelles, aux studios Belvision, pour surveiller la qualité de l'animation et le respect du graphisme des personnages. Pour eux, ces voyages restent insuffisants et il leur faudrait une présence quasi-permanente auprès des animateurs pour réaliser de nombreuses vérifications et corrections.
À l'automne 1973, René Goscinny, Albert Uderzo et leur éditeur Georges Dargaud s'associent donc pour créer leur propre studio d'animation, les studios Idéfix. Posséder leur studio de dessin animé est depuis longtemps un rêve pour Goscinny et Uderzo, qui veulent devenir les Walt Disney français. À l'époque, lancer la création d'un dessin animé de long-métrage en France est une aventure complexe et presque inédite, la France ne comptant plus de grand studio d'animation depuis la fermeture en 1952 des studios Les Gémeaux de Paul Grimault,, ruinés par le projet de La Bergère et le Ramoneur.

« Goscinny et moi étions très malheureux à la vision des précédents films, même si le public les avaient suivis. Les deux premiers films n’ont pas été un titre de gloire pour nous. Et il a fallu subir plusieurs fois les premières… À force de revoir ces défauts que nous ressentions toujours plus parce que nous les connaissions mieux, ils étaient devenus énormes ! Pour celui-ci, on pourra éviter ce genre de choses. Goscinny et moi faisons le storyboard et nous espérons tout superviser. Car cette fois le dessin animé sera réalisé à Paris, par un studio que nous avons nous-mêmes créé. Nous serons à la fois auteurs et réalisateurs, nous travaillerons vraiment étroitement avec les animateurs. Si l’on se lance dans cette aventure, c’est que l’on a mis le paquet ! »

— Albert Uderzo,,.

« C’est un vieux rêve d’enfance que nous avions avec Albert Uderzo, qui lui a débuté d’ailleurs dans le dessin animé. C’est l’aboutissement de dix ans de travail, parce que nous avons commencé à faire du dessin animé dans d’autres studios. Il a fallu dix ans pour que nous puissions avoir nos propres studios et réaliser les films tels que nous les souhaitions. Nous l’avons fait, je dois dire, grâce à Astérix, qui est un personnage miracle et qui est notre vedette, et qui nous a permis de plusieurs façons de réaliser ce rêve. »

— René Goscinny.

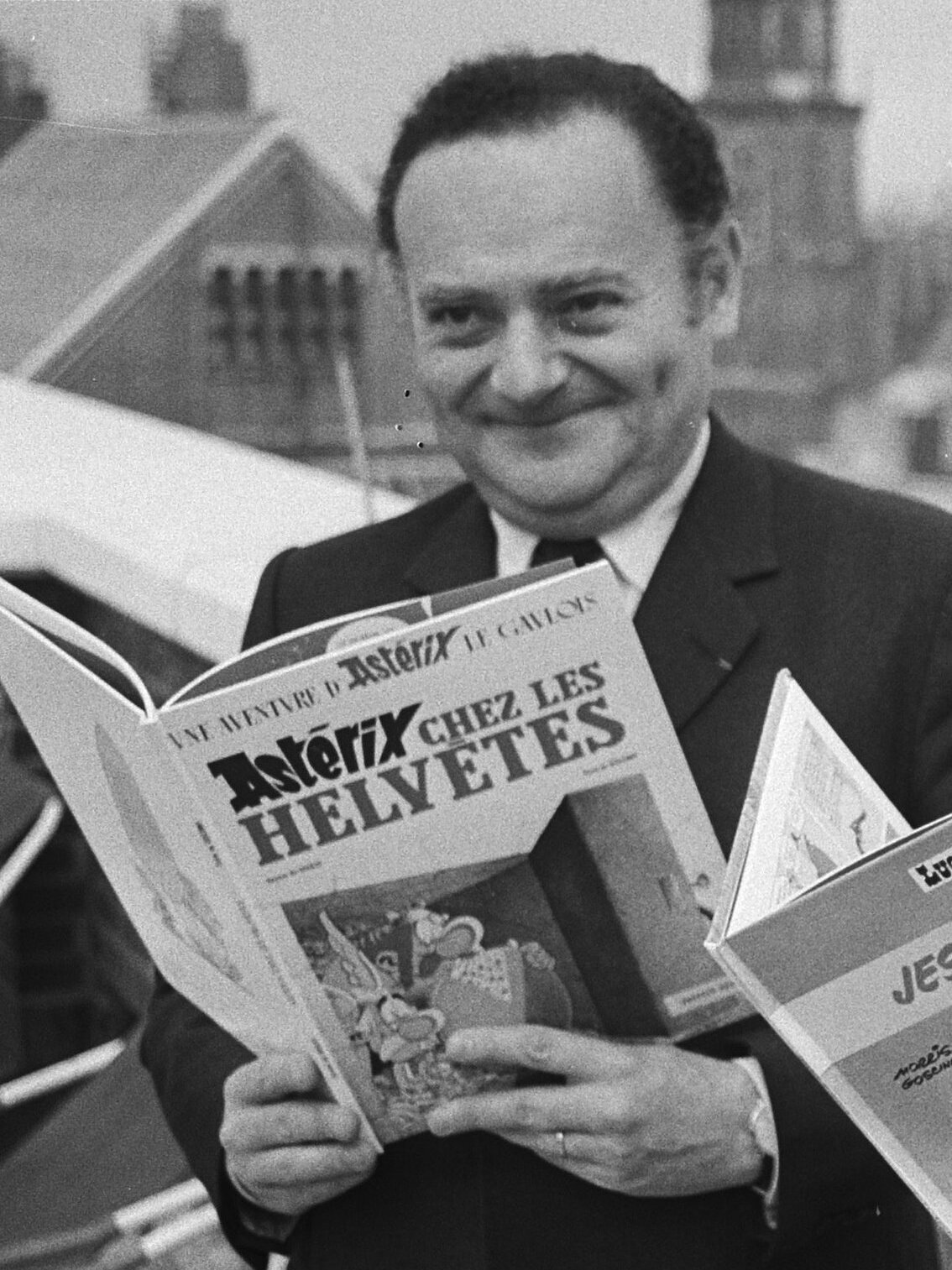
René Goscinny tenant dans ses mains l'album Astérix chez les Helvètes.

René Goscinny fait appel à Henri Gruel pour constituer les équipes techniques et artistiques des studios Idéfix. Ce dernier a réalisé plusieurs courts-métrages d'animation (dont La Joconde, Palme d'or du court métrage au festival de Cannes 1958) et a été le responsable des effets sonores d’Astérix le Gaulois et Astérix et Cléopâtre, ainsi que des deux réalisations de Pierre Tchernia scénarisées par Goscinny, Le Viager et Les Gaspards. Gruel obtient de Goscinny de pouvoir partager la direction artistique des studios avec Pierre Watrin, qu'il considère comme un excellent dessinateur, l'un des meilleurs anciens animateurs de Paul Grimault. Durant plusieurs mois, Gruel et Watrin contactent d'anciens artistes et animateurs, ainsi que de jeunes artistes prometteurs. La plupart des anciens animateurs de Paul Grimault travaille alors dans de petites structures de dessin animé, et serait intéressée par l'idée de retravailler dans un « vrai » studio. Pourtant, la recherche de Pierre Watrin et Henri Gruel s'avère finalement difficile, la plupart des anciens employés des studios Les Gémeaux s'étant reconvertis dans l'illustration et la publicité. Les talents manquent et, à la demande de Goscinny, Henri Gruel envoie son ami Serge Caillet, directeur de production sur des films en prise de vues réelle, à la Chambre de commerce et d'industrie de Paris pour réclamer l'ouverture d'une section cinéma d'animation pour fournir en jeunes artistes les studios, qui offrent ainsi un emploi aux étudiants dès leur sortie de l'école ; quelques mois plus tard, sous l'impulsion de Pierre Ayma, ancien professeur de physique-chimie, un département « Cinéma d'animation » est créé dans le Centre de formation technologique des Gobelins,.
Les locaux des studios Idéfix sont installés au 16 rue Guillaume-Tell, dans le 17e arrondissement de Paris. Gérard Pradal devient le directeur des studios, et confie son poste de rédacteur en chef de 
Pilote à Guy Vidal. Lors d'une réunion préparatoire le 25 janvier 1974, René Goscinny demande aux nouveaux animateurs et aux jeunes postulants d'animer « en guise de test d'embauche, une scène dans laquelle Astérix et Obélix arrivent dans l'image par la droite, face à deux Romains rapidement ejectés du cadre, d'une baffe pour l'un et d'un uppercut pour l'autre », pour se familiariser aux graphismes d'Uderzo.
Le premier projet des studios Idéfix est le long-métrage Les Douze Travaux d'Astérix, basé sur un scénario original de Goscinny et Pierre Tchernia.

## Organisation des studios
Le 4 novembre 1977, la veille de sa mort, Goscinny participe à une séance de travail aux studios Idéfix sur le projet de film La Ballade des Dalton. Examinant des suites d'épreuves et de dessins, il donne son avis sur tel ou tel point à revoir, comme le menton d'Averell Dalton ou la selle de Jolly Jumper. Cette dernière séance, ayant fait l'objet d'un enregistrement audio pour les besoins des retouches à prévoir, est le dernier témoignage enregistré de la vie de Goscinny. Pour la première fois, le public a pu écouter l'intégralité de cet enregistrement lors de l'exposition Goscinny et le cinéma à la Cinémathèque française en 2017-2018.